# كارلوس إسبيجو
كارلوس إسبيجو (بالإسبانية: Carlos Espejo)‏ هو سبّاح أرجنتيني، مثّل بلاده في الألعاب الأولمبية الصيفية 1948.

## روابط خارجية
كارلوس إسبيجو على موقع أوليمبيديا (الإنجليزية)